# Arabis kennedyae
Arabis kennedyae, the Troodos Rockcress, là một loài thực vật có hoa thuộc họ Brassicaceae.
Đây là loài đặc hữu của Cộng hòa Síp.
Môi trường sống tự nhiên của chúng là thảm cây bụi kiểu Địa Trung Hải.
Chúng hiện đang bị đe dọa vì mất môi trường sống.